# Ако останем (филм)
Ако останем (енг. If I Stay) је тинејџерски роман Гејл Форман објављен 2009. године. Прича прати 17-годишњу Мију Хол док се носи са последицама катастрофалне саобраћајне несреће која је задесила целу њену породицу. Мија је једина у својој породици која преживљава и завршава у коми. Међутим, током коме има вантелесно искуство. Услед овога, она је у могућности да види све што се дешава око ње, док се њени блиски пријатељи и породица окупљају у болници у којој се лечи. Књига прати Мијину причу и одвијање њеног живота кроз низ флешбекова. Мија се налази заглављена између два света: свет живих и свет оних који су продужили даље. Мија схвата да мора да искористи њену прошлост и везе да би направила одлуку за њену будућност. Има два избора: да остане са њеним баком и деком и њеним дечком, Адамом, или да избегне бол коју ће јој донети живот без мајке, оца и млађег брата. Роман је добио позитивне коментаре од стране младе публике и Summit Entertainment га је изабрао у децембру 2010. године за филмску адаптацију која је објављена 2014. године.
Роман који наставља Мијину причу, Куда је отишла (енг. Where She Went), објављен је у априлу 2011. године.

## Радња
Једног снежног дана Портланду, Мија, њена мајка, отац и њен млађи брат, Теди, одлучују да иду на јутарњу вожњу. Услед снега, њихов ауто скреће у супротну траку и судара се са другим возилом што оставља њену породицу у критичном стању. У тренутку када се Мија буди, одвојена је од свог тела. Налази тела мајке и оца, који су страдали у несрећи. Такође налази и своје тело на ивици смрти. Мија схавата да доживљава вантелесно искуство и прати њено тело до болнице. Посматра њену ширу породицу која жури да се побрине о њој, док њена најбоља дргарица Ким и њен дечко Адам имају потешкоћа да стигну до болнице. Током њеног боравка у болници, Мија детањно размишља о свом животу, присећајући се напретка њене везе са Адамом, њеног талента и страсти према свирању виолончела и потешкоћа које је сналазе као тинејџера. Мија се двоуми између тога да ли да остане са њеном преосталом породицом, као и Адамом, или да оде и буде са њеним родитељима и Тедијем који су преминули. Њена одлука да оде је скоро била коначна док Адам на крају успева да допре до собе где је њено тело боравило. Моли је да остане, и у том тренутку она види целу будућност пред собом уколико би остала. Стога, одлучује да остане.

## Ликови
- Мија Хол: Мија је 17-годиишњакиња која живи у Орегону. Иако дубоко брине и воли своју породицу и њеног дечка Адама, Мија се осећа најсигурније онда када свира своје виолончело. Њен узор је Лудвиг ван Бетовен. Иако читава њена породица дели велику страст према музици, Мија се истиче као једини члан који је склон класичној музици. Мија се бори између две верзије себе, верзије која се уклапа у њену музику и верзије која жуди да се уклопи међу њеном породицом и њеним дечком. Мији није јасно зашто Адам брине за њу и како може да занемари њихове разлике. Иако је њихова веза суштински јака, ове разлике ипак доводе до проблема.
- Адам Вајлд: Мијин дечко. Веома је згодан и воли музику. Свира гитару у бенду Shooting Star, који убрзо постаје познат широм Орегона. Адамов бенд је на турнеји када Мију задеси саобраћајна несрећа и ова турнеја ствара потенцијалне проблеме и њиховој вези. Иако је њихова љубав веома јака, обоје су усмерени у супротним правцима. Мија разматра одлажење на Џулијард, а Адам мора да остане у Орегону због бенда. Адам воли Мију и урадио би све како би је усрећио. Током њеног боравка у болници након њене несреће, Адам чини све како би ступио у контакт са њом и пробудио је из коме.
- Ким Шајн: Мијина најбоља пријатељица. Иако су се у почетку мрзеле, убрзо су постале најбоље пријатељице. Ким бива саркастична и послушна према својој емотивној мајци све док не дође до тачке пуцања када јој говори да се сабере. Кимина снага је описана кроз ову сцену када ставља своја осећања по страни како би била њеној најбољој другарици. Упркос Мијиним покушајима да здружи Ким и Адама, они се ипак не слажу. Једини начин на који су успели да се зближи јесте кроз Мијину несрећу.
- Теди Хол: Мијин млађи брат. Мији је Теди веома драг до те мере да се осећа као да јој је сопствено дете. Теди се диви Мији и њих двоје су врло блиски. Могло би се рећи да је њихов однос доста ближи него просечан однос између брата и сестре. Одмах након несреће је приказано колико је Мија заштитнички настројена према свом брату. Иако се подразумева да је погађа смрт њених родитеља, њена брига иапк више усмерена према Тедију. Двоуми се да ли да оде или остане у случају да Теди преживи. Његова смрт ју је дубоко погодила.
- Кет Хол: Мијина мајка. Воли рок музику и њену породицу, према којој је заштитнички настројена и одана. Кет има потешкоћа да разуме своју ћерку, која се разликује од ње и остатка породице. Воли је безусловно и даје све од себе да учини да се осећа прихваћено и вољено без обзира на њихове разлике. Мада, упркос томе, она охрабрује Мију да испроба нове ствари. Искрена је и поуздана. Она говори Мији све што треба да чује без обзира на то да ли јој се то свиђа или не.

- Дени Хол: Мијин отац. Дени исто гаји велику љубав према рок музици и сам је био основао рок бенд пре него што је постао отац. Иако му је музика била веома битан део живота, његова породица му је ипак постала приоритет и због тога му није представљало проблем да ради ње музику стави по страни. Мија и њен отац су имали веома близак однос, с обзиром да су обоје били уметници. Мија цени свог оца и као музичара и као текстописца. Иако је Дени одлучио да се у потпуности препусти својој улози оца, у њему и даље постоји огромна страст према рокенролу коју уме често да испољи и пред својом породицом. Дени подстиче Мију да постигне свој пун потенцијал као музичар. Он купује Мији њено прво виолончело и бодри је пре њеног првог наступа.

## Теме
Избори: Доношење тешких одлука је у књизи истакнута тема. Цео роман је заснован на томе која ће Мијина одлука бити. Њени поступци нам приказују какав је њен карактер заправо; да ли је довољно јака да настави свој живот без њене породице или би ипак њихов губитак био превелики терет за њу. Мотив избора може се уочити и кроз Мијине флешбекове. Неки од тих избора су да ли да оде на Џулијард или да остане са Адамом и да ли да остане одана својој страсти према класичној музици или да покуша да се окрене свету рока.
Живот и смрт: Ово је очигледна тема у књизи. Мија мора да се суочи са доношењем јако тешке одлуке и чак има прилику да изабере своју судбину. Она се суочава са смрћу на веома необичан начин, носећи се са не само са смрћу њене породице већ са и могућом сопственом смрћу. У случају да преживи, морала би да се носи са свим могућностима које би живот могао да јој донесе.
Одрастање: Мија је присиљена да се суочи са реалношћу одрастања знатно пре њене несреће, а она захтева од ње да одрасте доста брже него што би иначе требало кад би одлучила да остане у стварном свету. Мији је тешко да остави њено детињство иза себе већ крајем средње школе и на ивици је тога да пређе у свет одраслих где ће морати у потпуности сама да се бори и сналази с обзиром да је изгубила целу њену породицу.

## Наставак
Ако останем је праћен наставком уз књигу Куда је отишла која је објављена у априлу 2011. године. Роман настаје годинама након Мијине несреће. Овог пута, међутим, роман је вођен из Адамове перспективе, Мијиног (сада) бившег дечка. Миа одлучује да прекине везу са Адамом и одлази у Њујорк да похађа музичку школу Џулијард. Наставак прати њихов поновни састанак током једне ноћи у Њујорку која их поновно зближава.

## Рецепција
Лин Рашид из School Library Journal објашњава како роман има „очаравајуће ликове” који „наводе читаоце на смех, сузе и љубав” и „испитивање граница породице и љубави”. Мија има „убедљиву причу”, каже Рашид.
Што се тиче тематских интерпретација, Ел Волтербик из Journal of Adolescent and Adult Literacy објашњава како је „музика изузетно важан аспекат приче”.

## Филмска адаптација
Након успеха књиге, Форман одлучује да сарађује са Summit Entertainment-ом како би пренела роман на велике екране. У децембру 2010. године, јавно је објављено да се ради на филму. Филм је изашао 22. августа 2014. године.